# نوت راکنی آمریکایی
نوت راکنی آمریکایی (به انگلیسی: Knute Rockne, All American) فیلمی ۹۸ دقیقه‌ای به کارگردانی لوید بیکن با بازی پت اوبرایان است.